# Club de Gimnasia y Esgrima La Plata
Gimnasia y Esgrima La Plata je argentinský fotbalový klub hrající 2. argentinskou fotbalovou ligu (k roku 2012). Klub se nachází ve městě La Plata a byl založen v roce 1887 pod názvem Club de Gimnasia y Esgrima.
Gimnasia y Esgrima postoupila do 1. argentinské ligy poté, co zvítězila v nižší División Intermedia v roce 1915. V roce 1929 získal klub z La Plata v nejvyšší soutěži titul, celkem zde působil 69 sezón.

## Někteří hráči A-týmu mužů

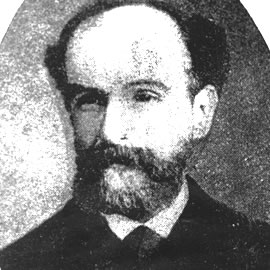
Saturnino Pedriel, 1887, první prezident klubu Gimnasia y Esgrima La Plata

- Jorge San Esteban
- Federico Domínguez
- Cristian Piarrou
- Matías Escobar
- Renato Civelli
- Sergio Leal
- Luis Ignacio Quinteros
- Diego Alonso
- Diego Villar
- Juan Neira
- Carlos Kletnicki
- Abel Masuero
- Elvio Fredrich
- Mauricio Yedro
- Daniel Romero
- Reinaldo Alderete
- Santiago Gentiletti
- Roberto Salvatierra
- Ignacio Piatti
- Nicolás Medina
- Marcelo Cardozo
- Álvaro Ormeño
- Pablo Bangardino
- Fernando Monetti
- Luciano Aued
- Antonio Piergüidi
- Ignacio Oroná
- Alejandro Agustín Domenez
- Lucas Landa
- Juan Cuevas
- Jonathan Cháves
- Néstor Martinena